# Mastrus rufipes
Mastrus rufipes là một loài tò vò trong họ Ichneumonidae.